# Nicolaus Adrianus Janssen
Nicolaus Adrianus Janssen (bekend als N.A. Janssen) (gedoopt Den Bosch, 10 januari 1808 – Gennep 24 maart 1898) was een Nederlands geestelijke en componist.
Hij was zoon van Joannes/Johannes Janssen en (Anna) Maria van Miert.
Hij ontving zijn opleiding tot priester aan het kleinseminarie Beekvliet in Sint-Michielsgestel en het grootseminarie in Haaren. Hij werd muziekdocent en organist aan de eerstgenoemde instelling. In 1841 vertrok hij naar het Belgische Leuven om er kerkmuziek te bestuderen. Vanaf 1844 was hij enige tijd docent aan een seminarie in Mechelen, maar in 1846 vertrok hij naar Rome en werd er huiskapelaan van paus Leo XII. Na de Italiaanse Revolutie in 1848, keerde Janssen in 1849 terug naar Nederland en werd in 1851 organist en dirigent in de Teresiakerk in Den Haag. Hij leefde van 1854 tot 1866 weer bij zijn ouders om zich aan het componeren te wijden. Na het overlijden van zijn vader trok hij naar een klooster in Venray om er rector te worden, om in 1875 zich in Gennep te vestigen. Hij was daar als priester in ruste organist, koordirigent, muziekpedagoog en componist. Na de viering van zijn 65-jarig priesterschap in januari 1898 werd hij in maart plotseling ziek en overleed op negentigjarige leeftijd.
Al tijdens zijn tijd in Leuven ontwikkelde hij zich als muziektheoreticus maar dan met name op het gebied van de Gregoriaanse muziek. Hij schreef artikelen voor Répertoire de musique d’église (Brussel) en startte de maandelijkse reeks Recueil de chant sacrés pour plusieurs voix avec accompagnement d’orgue a l’usage des églises catholique, bundels met twee-, drie- en vierstemmige kerkmuziek voor koren met orgelbegeleiding.
Van zijn hand is een aantal composities (Cantatibus organis Caecilia, feestzang voor driestemmig mannenkoor met orgel, Praeludiën voor orgel en enkele missen) en geschriften bekend:
- 1845: Des vrais principes du chant grégorien (in 1846 volgde een Duitse editie), ook wel De ware Gregoriaanse organist, grondig onderricht tot het zuiver begeleiden van den Gregoriaanschen zang
- 1850: Geschied- en oordeelkundige beschouwing over wereldsche en kerkelijke muziek , waarin Janssen zich ergerde aan de teloorgang van de katholieke muziek, hij vond die van lage kwaliteit en gelijkend op wereldse muziek, een trend die zich al ingezet in het jaar 1000.
- 1857-1875: De Cantor, een verzameling van twee- en driestemmige gezangen met een vierstemmig orgel
- 1860: De Gregoriaan, Handleerboek van den Gregoriaanschen zang